# Dame met sluier
Dame met sluier (Zweeds: Damen med slöjan), oorspronkelijk Vrouwenhoofd bijgesteld op zijn Bolognees (Frans: Tête de femme ajustée à la Bolognaise) is een portret van Marie-Suzanne Giroust geschilderd door haar Zweedse echtgenoot Alexandre Roslin in 1768. Het is een van de bekendste schilderijen in het Nationalmuseum van Stockholm.

## Voorstelling
Het schilderij toont de begaafde portrettist en pastellist Marie-Suzanne Giroust, vlak vóór ze in 1770 toegang verwierf tot de Koninklijke Academie voor Schilderkunst. Ze is gekleed naar de mode van Bologna, zoals Roslin die kende uit een prent van Jean Barbault (een genrestuk over een vrouw op het carnaval van Bologna). Haar gezicht is gedeeltelijk bedekt door een zwarte zijden sluier en in haar rechterhand houdt ze een waaier. Ze is gekleed in een elegante roze zijden jurk afgezet met wit kant.

## Interpretatie
Uit haar blik en de manier waarop ze de waaier tegen haar wang drukt, spreekt liefde voor de persoon naar wie ze kijkt (in dit geval de kunstenaar, d.w.z. haar echtgenoot). Het werk speelt met het contrast tussen verleiding en gereserveerdheid, intimiteit en ontoegankelijkheid. De kunstenaar schotelt de toeschouwer een illusionistisch maskerspel voor.

## Geschiedenis
In 1769 werd het schilderij gepresenteerd op de Parijse Salon, die werd bezocht door de kunstcriticus Denis Diderot. Hij noemde het een van de beste werken die er te zien waren. In het bijzonder waardeerde hij de "zeer pittige" sluier, het coloriet en de vrije penseelvoering.
In 1945 kwam het schilderij door toedoen van een anonieme schenker in het bezit van het Nationalmuseum.
In 1972 werd in Zweden een postzegel uitgegeven met de afbeelding van het schilderij.